# Amt Mettmann
Das Amt Mettmann (damals Ambt Metman) im Herzogtum Berg findet 1363 eine Erwähnung in der Bergischen Ämterverfassung im Jahr 1363 für den Anschluss an die Grafschaft Berg. 1715 findet das Amt im Archiv des heutigen Kreises Mettmann eine weitere Erwähnung. Sie beschreibt als Wirkungsgebiet die Kirchspiele und Orte Mettmann (Metman), Gerresheim, Erkrath (Erckrath), Eller, Hubbelrath (Hubelrath) und Wülfrath.
Spätestens ab 1435 übernahm der Amtmann des Amtes Mettmann auch den Vorsitz des Schöffengerichts des Stiftes Gerresheim, das für Rechtsfälle der Stadt Gerresheim zuständig war. 1481 wurde das Gericht in Gerresheim in ein Stadtgericht für die eigentliche Stadt und in ein Landgericht für die Honschaften Hubbelrath, Morp, Eller, Vennhausen und Ludenberg geteilt.

## Amtmänner
Folgende Amtmänner sind urkundlich belegt:
- 1254: Ludwig, advocatus de Medemen
- 1309: Erwin, advocatus de Medeme
- 1354: Hermann von Winkelhausen, advocatus in Medemen
- 1362–1362: Peter von Kalkum, amptman tzo Medemen
- 1393: Heinrich (von Kalkum gen.) Bentheim, amptman zo Medem
- 1525: Wilhelm Ghogreff
- 1600: Ludger von Winkelhausen zu Kalkum
- 1626–1652: Rutger Bertram von Scholler